# AQ Group
AQ Group AB är ett svenskt verkstadsföretag som tillverkar komponenter och system, bland annat elskåp, kablage, tunnplåtstansade produkter och formgjutna produkter. AQ har säte i Västerås.
AQ Group AB bildades 1994 genom en sammanslagning av Aros Kvalitetsplast och transformatoravdelningen inom ABB. Året därpå förvärvades transformatorfabriken Magnit i Bulgarien och företaget har därefter expanderat bland annat genom ett stort antal förvärv i Sverige och utomlands År 2022 omsatte gruppen 7 miljarder kronor med omkring 7 000 anställda varav 85 % i andra länder än Sverige. Tillverkande dotterföretag finns i 16 länder, varav de största finns i Bulgarien, Polen, Estland, Kina, Litauen och Ungern.  
AQ Groups aktier är sedan 2017 noterade på Stockholmsbörsens huvudlista efter att sedan 2001 ha varit noterade på Aktietorget.